# Gösta Frössén
Gösta Frössén, född den 14 november 1879 i Eskilstuna, död den 15 augusti 1962 i Linköping, var en svensk militär.
Frössén avlade officersexamen 1901. Han blev underlöjtnant vid Göta trängkår 1902 och löjtnant där 1904. Han blev gymnastikdirektör 1905, var lärare vid officers- och reservofficersvolontärskolan 1906–1907, vid krigshögskolan 1911–1913 och vid krigsskolan 1917–1918. Frössén var regementskvartermästare 1913–1916 och adjutant hos inspektören för trängen 1917–1920. Han befordrades till kapten vd trängen 1915 och till major där 1924. Frössén var chef för Norrlands trängkår 1924–1929 och för Svea trängkår 1929–1934. Han befordrades till överstelöjtnant 1928 och till överste i armén 1934. Frössén blev riddare av Svärdsorden 1922 och av Nordstjärneorden 1936.